# Coventry Ensign
Coventry Ensign is een Brits historisch merk van motorfietsen.
Coventry Ensign was een rijwielfabriek aan Foleshill Road in Coventry die van 1921 tot 1923 motorfietsen maakte. Het was een van de vele kleine merken die na de Eerste Wereldoorlog begon met de productie van goedkope, eenvoudige modellen waarbij inbouwmotoren van andere merken werden ingekocht. In het geval van Coventry Ensign waren dat 292cc-zijklepmotoren van J.A. Prestwich. Na enkele jaren ging men zich weer geheel of de productie van fietsen richten. 